# Милорад Рајчевић
Милорад Рајчевић био је први Србин и Лесковчанин који је пропутовао кроз цео свет. На путовању је провео више од три деценије и обишао је обе хемисфере шест пута.

## Основне информације и прва путовања
Рођен је крајем 19. века у околини Лесковца. У Лесковцу је завршио четири разреда основне и два разреда грађанске школе. Након школовања је почео да учи декоративно сликарство у Београду. Жеља за учењем и авантуристички дух већ у петнаестој години су га одвели у Беч, где је учио сликарство код дворског сликара. То је било и његово прво путовање ван Краљевине Србије. Није успео да се скраси у Бечу па је почео да обилази једно место за другим – Салцбург, Минхен, Штутгарт, Нирнберг, Улм. Потом је отишао у Француску, где је провео три месеца у Паризу радећи у атељеу сликара Жоржа Вебера. Из Француске је наставио за Швајцарску где је обишао Женеву, Лозану, Берн, Цирих, Базел и Луцерн. Уместо да се мало одмори од пута и бар на кратко скраси, Милорад је за време боравка у Ријеци дошао на идеју да оде у Америку. На ријечком пристаништу је упознао капетана Марка Караксића уз чију помоћ је добио место на прекоокеанском броду „Ултаниа“ који је ишао за Њујорк. У Америци је провео неколико месеци, све док није на маратону повредио ногу због чега је морао у болницу. Тамо су открили да нема пасош те је враћен у Европу. Међутим, Рајчевићу је то био само повод да настави своје путовање па је отишао код тетке у Румунију. Одатле се, већ опорављен од повреде и материјално потпомогнут од тетке, упутио у Цариград, а затим преко Александрије у Јерусалим. Током ових путовања је научио пет језика. Вративши се у Србију, Рајчевић је наставио да се бави спортом.

## Пут око света
1910. године у Београду се упознао са браћом Савић, власницима и уредницима „Малог журнала“, једног од најтиражнијих југословенских листова. Позитиван утисак је навео редакцију да са Рајчевићем склопи опкладу и пошаље га на пут око света. Понудили су му две године током којих је требало да обиђе Европу, Азију, Америку и Африку. Поред награде од 10.000 динара, део договора је био и месечни хонорар од 150 динара, који ће на свака три месеца моћи да подигне у месту које сам одреди, а што му је било довољно да преживи. Поред тога, извор прихода му је била и продаја дописних карата са сопственим ликом.

### Услови опкладе
- Маршрутом је у општим потезима означен пут који путник по условима опкладе мора да пређе.
- За доказ да је био у сваком од поменутих места, поднеће потврду месне власти.
- Одређивање дана одмора и дужине трајања одређиваће сам путник по свом нахођењу.
- Одело путника имитира униформу српског пешака с ранцем на леђима, у коме, поред најнужнијих лекова (аспирин, кинин, јод, козји лој и др) мора увек да има и по два пара чистих обојака. Хоће ли се што више носити, оставља се његовој увиђајности.
- На путу, путник има право да се користи свим превозним средствима.[3]

## Полазак
Рајчевић је оберучке прихватио опкладу и кренуо на пут око света 13. марта 1910. године. Свечано су га испратили његови пријатељи спортисти и редакција „Малог журнала“. На пут је кренуо са ранцем на леђима, у коме је, осим неопходних лекова, понео путничку књигу – празну свеску у којој је намеравао прикупити потписе свих значајнијих људи на које буде наишао током пута. У путничку књигу му се први, већ после два дана пута, уписао принц Ђорђе Карађорђевић којег је срео у Горњем Милановцу. Крећући се ка југу стигао је и до црногорског престолонаследника Данила који му се такође уписује у путничку књигу и дарује га јубиларном споменицом књаза Николе. Из Црне Горе се упутио ка Италији, одакле је требало да се пребаци у Африку. Међутим, због рата у Триполитанији (Либији) мења маршруту и одлази у Француску, па затим у Енглеску и Немачку, да би већ у јулу дошао до Петрограда. У Русији је провео месец дана током којих је одседао у најбољим хотелима и посећивао представнике власти и истакнуте личности да му се потпишу у путничку књигу. Углавном су га сви примали са одушевљењем, жељни да сазнају појединости о његовом необичном подухвату. Већ почетком августа 1910. одлази у Сибир и даље на азијски континент. На бициклу пролази азијске крајеве у којима среће за њега чудне људе и обичаје, те осећа носталгију за Европом и њему познатим стварима. Зато се изненађује када у руској Манџурији на пријему код гувернера чује старог руског официра који пева српску песму „Радо иде Србин у војнике“, коју је овај научио од генерала Јована Липовца Црногорца са којим је служио у Руско-јапанском рату. Одатле се упућује у Владивосток па у Јапан. Из Јапана шаље редакцији допис пун одушевљења јапанским народом, који се, гле чуда, купа најмање два пута дневно. Наравно, његово одушевљење изазвале су и гејше. У Јапану га прима и престолонаследник, који одбија да се упише у његову књигу. Разлог томе јесу јапански обичаји по којима је цар божанство. Након Јапана уследили су Сингапур, Малезија и Сијам. У Сијаму га прима краљ лично и дарује му мопед, како би му олакшао пут. Тамо је провео Божић у дому једне Немице из Панчева. Из Сијама је отишао у Индију где су му приредили лов на тигрове слоновима. Након Индије упућује се на Цејлон, затим у Персију, Сирију где се придружио каравану и након несрећних околоности је прешао из Дамаска у Јерусалим. Ту га примају јерусалимски и јерменски патријарх, након чега одлази на ходочашће по Светој земљи.

## Повратак
У Београд стиже 21. септембра 1911. године. Приређен му је свечани дочек на пристаништу, који су браћа Савић снимали да би га касније приказивали у свом биоскопу. Иако у току овог путовања није успео да обиђе Африку и Америку Рајчевић није посустао у својој жељи, те 1912. године поново приступа планирању пута у Африку. У тој намери га омета Први балкански рат у којем је учествовао као војник. Већ следеће године одлази у Америку и обилази је уздуж и попреко, након чега поново планира пут у Африку. Чинило се да му није суђено да обиђе црни континент пошто је поново био спречен, овога пута Првим светским ратом. Међутим, након завршетка Великог рата одлази у Африку о којој пише у две књиге „Из жарке Африке“. Милорад Рајчевић је као дописни новинар часописа „Мали журнал“ од 1910. до 1930. године пропутовао 70 држава. Од његових дописа прављене су веома читане репортаже, а објављено је и више књига у којима су описани његови доживљаји са путовања.
Након свих путовања повукао се и мирно је живео у Београду.
Његова путничка књига је постала највећа и највреднија збирка аутограма, а Рајчевић први човек са подручја некадашње Краљевине СХС који објавио збирку са стотинама потписа краљева, принчева, државних функционера и других знаменитих личности.

## Дела
Своја путовања описао је у путописима:
- Из жарке Африке, Београд (самостално издање), 1924[6]
- На далеком истоку, Београд (Штампарија Љ.Јакшић), 1930[7]
- Аутографи знаменитих личности XX века, Београд, 1932[8]